# 散穗野青茅
散穗野青茅（学名：Deyeuxia diffusa）为禾本科野青茅属下的一个种。

## 扩展阅读
- 維基物種上的相關：散穗野青茅